# Oleksandr Ivanovytj Klymenko
Oleksandr Ivanovytj Klymenko, född 14 april 1965 i Marjinka, Ukrainska SSR, Sovjetunionen, är en ukrainsk politiker och kandidat i presidentvalet 2014.